# Nekrolog 1789
Nekrolog
◄◄
| ◄
| 1785
| 1786
| 1787
| 1788
| 1789 | 1790 | 1791 | 1792 | 1793 | ► | ►►
Weitere Ereignisse | Allgemeiner Nekrolog 1789
Die Beschreibung der verstorbenen Person sollte so kurz wie möglich gehalten sein und nur deren signifikante Tätigkeit(en) enthalten.
Neue Namen ggf. auch unter dem Geburts- und Sterbedatum, also etwa unter 1. Januar und im Geburts- und Sterbejahr (2024) eintragen (nur bei entsprechender großer Wichtigkeit). Für Beispiele siehe die schon vorhandenen Artikel.
Außerdem über die fünf zuletzt Verstorbenen, zu denen es einen ausreichend guten Artikel für eine Präsentation auf der Hauptseite gibt, nach der todesbedingten Überarbeitung der Artikel ggf. auch unter Wikipedia Diskussion:Hauptseite informieren und sie am besten auch in den anderen Wikipedia-Sprachversionen eintragen. Tipp: Regelmäßig bei news.google.de nach „ist tot“, „gestorben“ oder „verstorben“ suchen.
Wenn eine Person gestorben ist, gibt es viele Seiten zu dieser Person in der Wikipedia, die davon auch betroffen sind und entsprechend aktualisiert werden müssen. Beispiele: Namenübersichtsseite, Geburtsjahr, Geburtsort-Seiten und viele mehr.
Wie finde ich die betroffenen Seiten?
Im Suchfeld auf der linken Seite gibt man den Suchbegriff so ein: „Vorname Nachname“. Dann klickt man auf Volltext und alle Seiten mit entsprechendem Suchtext werden aufgerufen. Hier sieht man dann schnell, wo auch das Todesjahr Sinn macht oder sogar ein Teil des Artikels angepasst werden muss. Auch hilft das „Werkzeug“ auf der linken Seite sehr gut, um solche Seiten aufzufinden: „Links auf diese Seite“. Somit ist die Wikipedia wieder aktuell in allen Bereichen! Hinweis: bei Eintragung der Kategorie „Gestorben JAHR“ wird der Missbrauchsfilter 49 ausgelöst, was jedoch nicht schlimm ist. Siehe: Spezial:Missbrauchsfilter/49
Dies ist eine Liste von im Jahr 1789 verstorbenen bekannten Persönlichkeiten. Die Einträge erfolgen innerhalb der einzelnen Daten alphabetisch sortiert. Tiere sind im Nekrolog für Tiere zu finden.

## Januar
| Tag        | Name                                     | Beruf, bekannt als                                                                                          | Alter | Beleg |
| ---------- | ---------------------------------------- | --- | ----- | ----- |
| 1. Januar  | Johann Ernst Basilius Wiedeburg          | deutscher Kammerrat, Physiker, Astronom und (ab 1760) Professor der Mathematik in Erlangen und Jena         | 55    |       |
| 2. Januar  | Franz Joseph Leonti Meyer von Schauensee | Schweizer Komponist und Organist                                                                            | 68    |       |
| 4. Januar  | Thomas Nelson junior                     | britisch-amerikanischer Politiker; Unterzeichner der Unabhängigkeitserklärung der USA                       | 50    |       |
| 5. Januar  | Christian Andreas Cothenius              | Arzt in Deutschland                                                                                         | 80    |       |
| 6. Januar  | Friedrich Wilhelm von Westphalen         | Fürstbischof von Hildesheim (1763–1789), Fürstbischof von Paderborn (1782–1789)                             | 61    |       |
| 7. Januar  | Elisabeth Augusta von Baden-Baden        | badische Prinzessin                                                                                         | 62    |       |
| 8. Januar  | Jack Broughton                           | englischer Boxer und Regelgeber des Boxsports                                                               |       |       |
| 10. Januar | John Ledyard                             | US-amerikanischer Afrikaforscher                                                                            | 37    |       |
| 10. Januar | James Mitchell Varnum                    | US-amerikanischer General während des Unabhängigkeitskrieges                                                | 40    |       |
| 12. Januar | Ferdinand Reisner                        | deutscher Geistlicher, Theologe und Schriftsteller                                                          | 67    |       |
| 13. Januar | Joseph Spencer                           | US-amerikanischer Politiker                                                                                 | 74    |       |
| 14. Januar | Dominik Tomiotti de Fabris               | k. k. Feldzeugmeister, Ritter des Maria-Theresia-Ordens und zuletzt kommandierender General in Siebenbürgen | 63    |       |
| 14. Januar | Christian Gottlieb Gilling               | deutscher evangelischer Theologe                                                                            | 53    |       |
| 15. Januar | Johann Baptist Wenzel Bergl              | österreichischer Maler                                                                                      | 69    |       |
| 18. Januar | Gaspar de Bragança                       | Erzbischof                                                                                                  | 72    |       |
| 18. Januar | Thomas Walter                            | US-amerikanischer Botaniker                                                                                 |       |       |
| 19. Januar | Jeremias Mayer                           | englischer Maler                                                                                            | 54    |       |
| 20. Januar | Johann Christoph Oley                    | deutscher Komponist und Organist                                                                            | 50    |       |
| 20. Januar | Francesco Pozzi                          | Tessiner Stuckateur                                                                                         | 84    |       |
| 21. Januar | Paul Henri Thiry d’Holbach               | deutscher Philosoph und Mitarbeiter von Diderots Encyclopédie                                               |       |       |
| 21. Januar | Paul Erdmann Isert                       | deutscher Botaniker und Zoologe                                                                             |       |       |
| 21. Januar | Schack Carl von Rantzau                  | holsteinischer Gutsbesitzer und dänischer Offizier sowie deutscher Reichsgraf                               | 71    |       |
| 22. Januar | Jakob Christoph von Papstein             | königlich-preußischer Generalmajor, Kommandeur des Dragoner-Regiment Nr. 8 und Erbherr auf Tankow           |       |       |
| 23. Januar | John Cleland                             | britischer Schriftsteller                                                                                   |       |       |
| 24. Januar | Nicolas Beauzée                          | französischer Sprachwissenschaftler, Beiträger zur Encyclopédie                                             | 71    |       |
| 24. Januar | Carl August Friedrich Westenholz         | deutscher Tenor, Komponist und Hofkapellmeister                                                             | 52    |       |
| 25. Januar | James Randolph Reid                      | US-amerikanischer Politiker                                                                                 | 38    |       |
| 27. Januar | Karl Ludwig von Goetzen                  | preußischer Generalmajor                                                                                    | 56    |       |
| 27. Januar | Albert Christoph von Wüllen              | Landsyndicus und Verleger                                                                                   | 75    |       |
| 28. Januar | Carl Adolph Gottlob von Schachmann       | deutscher Gutsbesitzer, Naturforscher, Maler und Numismatiker                                               | 63    |       |
| 31. Januar | Robert Vansittart                        | englischer Jurist und Hochschullehrer                                                                       | 60    |       |

## Februar
| Tag         | Name                             | Beruf, bekannt als                                                                                  | Alter | Beleg |
| ----------- | -------------------------------- | --------------------------------------------------------------------------------------------------- | ----- | ----- |
| 1. Februar  | Johann Kasimir von Monkewitz     | deutscher Oberstleutnant                                                                            | 66    |       |
| 2. Februar  | Armand-Louis Couperin            | französischer Komponist und Organist                                                                | 61    |       |
| 2. Februar  | Franz Huberti                    | deutscher Geistlicher, Pädagoge und Astronom                                                        | 73    |       |
| 3. Februar  | Nikolaus von Béguelin            | Direktor der Philosophischen Klasse der Königlich-Preußischen Akademie der Wissenschaften in Berlin | 74    |       |
| 6. Februar  | Carl Friedrich von Staal         | estländischer Gutsbesitzer und russischer Offizier                                                  |       |       |
| 13. Februar | Ethan Allen                      | amerikanischer Freiheitskämpfer                                                                     | 51    |       |
| 13. Februar | Fortunato Bartolomeo De Felice   | Schweizer Politiker                                                                                 | 65    |       |
| 13. Februar | Paolo Renier                     | 119. Doge von Venedig                                                                               | 78    |       |
| 16. Februar | Karl Erdmann von Reitzenstein    | preußischer Generalmajor                                                                            | 66    |       |
| 19. Februar | Nicholas Van Dyke senior         | US-amerikanischer Anwalt und Politiker                                                              | 50    |       |
| 21. Februar | Karl Borromäus von Liechtenstein | kaiserlich österreichischer Feldmarschall                                                           | 58    |       |
| 21. Februar | Natale Saliceti                  | italienischer Mediziner                                                                             | 74    |       |
| 26. Februar | August Siegfried von Goué        | deutscher Schriftsteller                                                                            | 45    |       |
| 28. Februar | Johan Sechmann Fleischer         | dänisch-norwegischer Kaufmann und Jurist                                                            | 86    |       |
| Februar     | Johann Bernhard Gottfried Hopfer | Maler, Zeichner der Preußischen Akademie der Wissenschaften                                         |       |       |

## März
| Tag      | Name                                | Beruf, bekannt als                                                         | Alter | Beleg |
| -------- | ----------------------------------- | -------------------------------------------------------------------------- | ----- | ----- |
| 1. März  | Heinrich Franz von Barner           | mecklenburgischer Gutsbesitzer, dänischer Kammerherr und Domherr in Lübeck | 36    |       |
| 6. März  | Jean Chastel                        | französischer Gastwirt                                                     | 80    |       |
| 11. März | Jozef Karol Hell                    | Erfinder einer Wasserpumpe                                                 | 75    |       |
| 15. März | Johann Friedrich Rehkopf            | deutsche Geistlicher, Hochschullehrer und Autor                            | 56    |       |
| 17. März | François-Joseph Terrasse Desbillons | französischer Jesuit                                                       | 78    |       |
| 23. März | Thomas Osborne, 4. Duke of Leeds    | britischer Aristokrat                                                      | 75    |       |
| 24. März | Franz Anton Sebastini               | mährischer Barockmaler und Freskant                                        |       |       |
| 25. März | Julie von Voß                       | morganatische Ehefrau von König Friedrich Wilhelm II. von Preußen          | 22    |       |
| 26. März | Jacob Vernet                        | Schweizer Theologe, Philosoph und Vertreter der Aufklärung                 | 90    |       |
| 27. März | Eobald Toze                         | Historiker und Professor der Geschichte an der Universität Bützow          |       |       |
| 29. März | Thomas Collins                      | US-amerikanischer Rechtsanwalt und Gouverneur                              |       |       |
| 29. März | Giovanni Cornaro                    | Kardinal der katholischen Kirche                                           | 68    |       |
| 31. März | Johann Friedel                      | österreichischer Schauspieler, Autor und Theaterleiter                     | 33    |       |
| 31. März | Johann Melchior von Morgenstern     | Oberst und Kommandeur im Infanterieregiment Nr. 1                          | 55    |       |

## April
| Tag       | Name                                   | Beruf, bekannt als                                                                                  | Alter | Beleg |
| --------- | -------------------------------------- | --------------------------------------------------------------------------------------------------- | ----- | ----- |
| 1. April  | Johann Friedrich Hartknoch             | deutscher Verleger und Musikalienhändler                                                            | 48    |       |
| 2. April  | Christian Johann Berger                | Hochschullehrer, Professor für Medizin, Chirurgie und Hebammenkunst                                 | 64    |       |
| 2. April  | Jacob Heinrich Reinhold                | kursächsischer Oberamtmann                                                                          | 65    |       |
| 4. April  | Paul von Natalis                       | preußischer Generalmajor                                                                            | 69    |       |
| 6. April  | Franz Singer                           | österreichischer Baumeister und Stuckateur                                                          | 65    |       |
| 7. April  | Abdülhamid I.                          | osmanischer Sultan und Kalif                                                                        | 64    |       |
| 7. April  | Peter Camper                           | niederländischer Mediziner                                                                          | 66    |       |
| 9. April  | Anton Wilhelm Horst                    | Kurfürstlich Braunschweig-Lüneburgischer Bauconducteur und Mecklenburg-Schwerinscher Landbaumeister | 74    |       |
| 11. April | Jean André Lepaute                     | französischer königlicher Uhrmacher                                                                 | 68    |       |
| 13. April | Pierse Long                            | US-amerikanischer Politiker                                                                         |       |       |
| 14. April | Johann Georg Friedrich Franz           | deutscher Mediziner und Schriftsteller                                                              | 51    |       |
| 15. April | Christian Ludwig König                 | deutscher Orgelbauer                                                                                | 71    |       |
| 17. April | Albrecht Friedrich von Kesslau         | deutscher Architekt und fürstlicher Baubeamter                                                      |       |       |
| 19. April | Heinrich Wilhelm von Zedlitz und Leipe | preußischer Landrat                                                                                 | 77    |       |
| 20. April | Johann Ludwig von Le Coq               | sächsischer Generalleutnant                                                                         | 70    |       |
| 28. April | Jeremias Höslin                        | württembergischer lutherischer Geistlicher und landeskundlicher Schriftsteller                      | 66    |       |
| 30. April | Thomas Patch                           | britischer Maler                                                                                    |       |       |

## Mai
| Tag     | Name                                      | Beruf, bekannt als                                                    | Alter | Beleg |
| ------- | ----------------------------------------- | --------------------------------------------------------------------- | ----- | ----- |
| 3. Mai  | Johanna Bontekoning                       | niederländische Stifterin                                             |       |       |
| 5. Mai  | Giuseppe Baretti                          | italienischer Schriftsteller und Übersetzer                           | 70    |       |
| 9. Mai  | Anders Johan von Höpken                   | schwedischer Politiker                                                | 77    |       |
| 9. Mai  | Jean-Baptiste Vaquette                    | französischer Ingenieur und Artilleriegeneral                         | 73    |       |
| 10. Mai | Dschafar Khan                             | Schah von Persien aus der Dynastie der Zand-Prinzen                   |       |       |
| 10. Mai | Guillaume-Gommaire Kennis                 | belgischer Violinist und Komponist der Vorklassik                     | 72    |       |
| 10. Mai | Said Murad Khan Zand                      | Schah von Persien aus der Dynastie der Zand-Prinzen                   |       |       |
| 12. Mai | Adam Chenot                               | Siebenbürger Arzt, Sanitätsphysikus und Protomedicus von Siebenbürgen | 66    |       |
| 15. Mai | Michael Angstenberger                     | österreichischer Kirchenliedkomponist                                 | 72    |       |
| 17. Mai | Marco Aurelio Balbis Bertone              | italienischer römisch-katholischer Geistlicher, Bischof von Novara    | 63    |       |
| 18. Mai | Arabanoo                                  | erster Aborigine, den die Briten gefangen nahmen                      |       |       |
| 19. Mai | Giuseppe Bonito                           | italienischer Maler                                                   | 81    |       |
| 20. Mai | Jost Erdmann von Arnim                    | preußischer Oberst                                                    |       |       |
| 21. Mai | Eugen Wenzel von Wrbna-Freudenthal        | Politiker während der Habsburgermonarchie                             | 60    |       |
| 25. Mai | Andreas Dahl                              | schwedischer Botaniker                                                | 38    |       |
| 26. Mai | Anton Karl von Willburg                   | österreichischer Arzt                                                 | 60    |       |
| 29. Mai | Johann Peter Miller                       | deutscher evangelischer Geistlicher und Hochschullehrer               | 64    |       |
| 29. Mai | Rudolph Dietrich von Schönberg            | kursächsischer Kammerherr                                             |       |       |
| 30. Mai | Balthasar Ernst von Bohlen                | preußischer Oberst                                                    | 89    |       |
| 31. Mai | Dodo Heinrich zu Innhausen und Knyphausen | preußischer Diplomat                                                  | 59    |       |

## Juni
| Tag      | Name                                         | Beruf, bekannt als                                                                     | Alter | Beleg |
| -------- | -------------------------------------------- | -------------------------------------------------------------------------------------- | ----- | ----- |
| 2. Juni  | Jacques Philippe de Choiseul-Stainville      | Marschall von Frankreich                                                               | 61    |       |
| 2. Juni  | Johann Friedrich Klotzsch                    | Historiker, Numismatiker, Bergbeamter                                                  | 63    |       |
| 3. Juni  | Johann Achterkirchen                         | deutscher Bürgermeister                                                                |       |       |
| 3. Juni  | Adam Leopold von Gruttschreiber              | königlich preußischer Oberst und Kommandant des Kürassier-Regiments Nr. 1              |       |       |
| 4. Juni  | Louis Joseph Xavier François de Bourbon      | Herzog der Bretagne und Dauphin von Viennois; Sohn von Marie Antoinette und Ludwig XV. | 7     |       |
| 4. Juni  | Johann Friedrich Hähn                        | deutsche Geistlicher und Pädagoge                                                      | 78    |       |
| 6. Juni  | Poul Egede                                   | dänischer Grönland-Missionar                                                           | 80    |       |
| 6. Juni  | Karl Thomas zu Löwenstein-Wertheim-Rochefort | dritter Fürst aus dem Hause Löwenstein                                                 | 75    |       |
| 7. Juni  | François-Emmanuel de Crussol d’Uzès          | französischer römisch-katholischer Geistlicher und Bischof von La Rochelle             | 54    |       |
| 7. Juni  | Václav Jan Kopřiva                           | tschechischer Organist, Kantor, Komponist und Musikpädagoge                            | 81    |       |
| 9. Juni  | Karl Ernst von Bose                          | preußischer Generalmajor                                                               | 62    |       |
| 9. Juni  | Martin Legros                                | Glockengießer, wallonischer Glockengießer                                              |       |       |
| 11. Juni | Johann Friedrich Berwald                     | deutscher Musiker                                                                      | 78    |       |
| 12. Juni | Jean-Étienne Liotard                         | französisch-schweizerischer Pastell- und Emailmaler                                    | 86    |       |
| 12. Juni | Friedrich Albert Graf von Schwerin           | preußischer Generalmajor, Oberstallmeister und Geheimer Etatsminister                  | 72    |       |
| 14. Juni | Johann Wilhelm Hertel                        | deutscher Komponist                                                                    | 61    |       |
| 14. Juni | Tommaso Temanza                              | italienischer Architekt, Wasserbauingenieur und Historiker                             | 84    |       |
| 26. Juni | August Müller junior                         | deutscher evangelischer Theologe                                                       | 78    |       |
| 26. Juni | Hans Christoph von Woldeck                   | preußischer Generalleutnant                                                            |       |       |
| 29. Juni | Johann Christian Sachs                       | badischer Historiker und Kirchenrat                                                    | 68    |       |

## Juli
| Tag      | Name                            | Beruf, bekannt als                                                                   | Alter | Beleg |
| -------- | ------------------------------- | ------------------------------------------------------------------------------------ | ----- | ----- |
| 1. Juli  | Sigismund Ehrenreich von Redern | preußischer Großmarschall und Physiker                                               | 69    |       |
| 2. Juli  | Joachim Günther                 | deutscher Bildhauer und Stuckateur                                                   | 69    |       |
| 2. Juli  | Johann Philipp Lorenz Withof    | deutscher Literaturwissenschaftler, Professor für Geschichte, Beredsamkeit und Moral | 64    |       |
| 3. Juli  | Jakob II Bernoulli              | Schweizer Mathematiker und Physiker                                                  | 29    |       |
| 4. Juli  | Christian Albrecht              | Fürst des Hauses Hohenlohe-Langenburg und niederländischer Generalleutnant           | 63    |       |
| 12. Juli | Detlef von Vietinghoff          | preußischer Generalmajor, Ritter des Ordens Pour le Mérite                           | 76    |       |
| 13. Juli | Victor Riquetti                 | französischer Volkswirt und Schriftsteller                                           | 73    |       |
| 14. Juli | Jacques de Flesselles           | französischer Gefängniskommandant                                                    | 58    |       |
| 14. Juli | Bernard-René Jordan de Launay   | französischer Gefängniskommandant                                                    | 49    |       |
| 14. Juli | Joachim Bernhard Steinbrück     | deutscher evangelischer Geistlicher und Landeshistoriker                             | 63    |       |
| 22. Juli | Joseph Francois Foullon         | französischer General, Militärpolitiker und Finanzminister                           | 74    |       |
| 23. Juli | Finnur Jónsson                  | isländischer Geistlicher, Bischof von Skálholt                                       | 85    |       |
| 23. Juli | Ludwig von Pfuel                | preußischer Generalmajor                                                             | 71    |       |
| 30. Juli | Daniel Mitz                     | Schweizer Jurist und Politiker                                                       | 64    |       |
| Juli     | Niccolò Mestrino                | italienischer Violinist und Komponist                                                |       |       |
| Juli     | David Nelson                    | Botaniker                                                                            |       |       |

## August
| Tag        | Name                                                 | Beruf, bekannt als | Alter | Beleg |
| ---------- | ---------------------------------------------------- | --- | ----- | ----- |
| 3. August  | Petrus Curtenius                                     | niederländischer reformierter Theologe                                                                                    | 72    |       |
| 7. August  | William Edwards                                      | walisischer Architekt | 70    |       |
| 11. August | Friedrich Georg Ludwig von Grolman                   | königlich preußischer Oberst, Kommandeur eines Grenadier-Regiments und zuletzt Kommandeur des Infanterie-Regiments Nr. 17 | 63    |       |
| 11. August | Georg Joseph Wedekind                                | deutscher Rechtswissenschaftler                                                                                           | 50    |       |
| 13. August | Franz Gustav von Mitzlaff                            | königlich preußischer Generalmajor, Amtshauptmann in Stetterlingenburg und Horneburg                                      | 82    |       |
| 13. August | Johann Arnold von Schönheim                          | Domherr in Köln und Offizial des Erzbistums Köln                                                                          | 74    |       |
| 14. August | Friedrich von Knauss                                 | deutscher Automatenbauer und Erfinder                                                                                     |       |       |
| 16. August | Anton Haffenecker                                    | böhmischer Baumeister | 69    |       |
| 19. August | Johann Baptist Deyrer                                | deutscher Hofmaler im Hochstift Freising                                                                                  |       |       |
| 21. August | Johann Jakob Schalch                                 | Schweizer Maler | 66    |       |
| 22. August | Johann Heinrich Tischbein der Ältere                 | deutscher Maler in Kassel                                                                                                 | 66    |       |
| 25. August | Mary Ball Washington                                 | Mutter von George Washington                                                                                              |       |       |
| 27. August | Koikawa Harumachi                                    | japanischer Schriftsteller, Gesaku-Literat und Ukiyo-e Künstler                                                           |       |       |
| 27. August | Friedrich Ludwig zu Solms-Wildenfels und Tecklenburg | russischer Offizier und kursächsischer Staatsmann                                                                         | 80    |       |
| 28. August | Wilhelm Heinrich von der Goltz                       | preußischer Offizier, zuletzt Generalleutnant                                                                             | 65    |       |
| 29. August | Hans Joachim von Kleist                              | preußischer Offizier und pommerscher Landrat                                                                              | 64    |       |
| 31. August | Nicolò de Amato                                      | italienischer römisch-katholischer Bischof                                                                                | 87    |       |

## September
| Tag           | Name                               | Beruf, bekannt als                                              | Alter | Beleg |
| ------------- | ---------------------------------- | --------------------------------------------------------------- | ----- | ----- |
| 2. September  | Johann Friedrich Wilhelm Jerusalem | Theologe                                                        | 79    |       |
| 4. September  | Paul Spooner                       | US-amerikanischer Politiker und Richter                         | 43    |       |
| 7. September  | Tommaso Silvestri                  | italienischer Priester und Pädagoge                             | 45    |       |
| 9. September  | Carl August Schlegel               | deutscher Kartograf und Genieoffizier                           | 26    |       |
| 11. September | Luka Sorkočević                    | Diplomat und Komponist                                          | 55    |       |
| 12. September | Franz Xaver Richter                | mährischer Komponist und Vertreter der Mannheimer Schule        | 79    |       |
| 14. September | Robert Barker, 1. Baronet          | britischer Offizier, Politiker und Oberbefehlshaber in Indien   |       |       |
| 16. September | Johann Hinrich Dimpfel             | deutscher Kaufmann, Verleger                                    | 72    |       |
| 23. September | Silas Deane                        | Abgeordneter im amerikanischen Kontinentalkongress und Diplomat | 51    |       |
| 23. September | John Rogers                        | US-amerikanischer Politiker                                     |       |       |
| 24. September | Johann Nikolaus Seip               | deutscher lutherischer Theologe                                 | 64    |       |
| 28. September | Thomas Day                         | englischer Schriftsteller und politischer Essayist              | 41    |       |
| 30. September | Johann Theodor von Rouvroy         | österreichischer Artilleriegeneral                              |       |       |

## Oktober
| Tag         | Name                           | Beruf, bekannt als                                                      | Alter | Beleg |
| ----------- | ------------------------------ | ----------------------------------------------------------------------- | ----- | ----- |
| 1. Oktober  | Jerónimo Grimaldi              | spanischer Diplomat und Botschafter                                     |       |       |
| 6. Oktober  | Max Heinrich von Geyr          | deutscher römisch-katholischer Priester und Domherr in Köln             | 77    |       |
| 6. Oktober  | Cecilia Young                  | englische Sängerin                                                      |       |       |
| 7. Oktober  | Johann Gottfried Misler        | deutscher Jurist und Schriftsteller                                     | 69    |       |
| 9. Oktober  | Dietrich von Ahlefeldt         | preußischer Beamter                                                     |       |       |
| 11. Oktober | Heinrich Gottlieb von Lindenau | kursächsischer Wirklicher Geheimer Rat, Kammerherr und Oberstallmeister | 66    |       |
| 14. Oktober | Ann Catley                     | britische Sängerin, Schauspielerin und Tänzerin                         |       |       |
| 16. Oktober | George Christoph von Arnim     | preußischer Generalleutnant                                             | 66    |       |
| 17. Oktober | Karl Georg Lebrecht            | deutscher Adliger, Fürst von Anhalt-Köthen                              | 59    |       |
| 18. Oktober | Karl Wilhelm von Sames         | kommandierender General in Holstein sowie Kommandant in Rendsburg       | 65    |       |
| 19. Oktober | Lucretia Wilhelmina van Merken | niederländische Dichterin                                               | 68    |       |
| 24. Oktober | Georges de Bièvre              | französischer Schriftsteller                                            | 41    |       |
| 26. Oktober | Sophie Schwarz                 | deutsch-baltische Schriftstellerin                                      | 35    |       |
| 27. Oktober | John Cook                      | US-amerikanischer Politiker                                             |       |       |
| 28. Oktober | José Antonio de Areche         | spanischer Jurist, Kolonialverwalter und Minister                       |       |       |
| 29. Oktober | Karl Franz Lubert Haas         | deutscher Historiker, Theologe, Philosoph und Kirchenhistoriker         | 67    |       |
| 30. Oktober | Philipp Adolph Böhmer          | deutscher Humanmediziner, Professor der Medizin und Anatomie, Leibarzt  | 78    |       |
| 31. Oktober | Pasquale Bondini               | deutscher Opernsänger (Bass) und Operndirektor                          | ≈52   |       |

## November
| Tag          | Name                                          | Beruf, bekannt als                                                           | Alter | Beleg |
| ------------ | --------------------------------------------- | ---------------------------------------------------------------------------- | ----- | ----- |
| 4. November  | Christian Albrecht Döderlein                  | Theologe, Gründungsrektor der Universität Bützow, Hochschullehrer            | 74    |       |
| 4. November  | Karl Heinrich Geisler                         | deutscher Rechtswissenschaftler                                              | 47    |       |
| 5. November  | Johann I.                                     | Fürst                                                                        | 47    |       |
| 6. November  | Karl Ludwig Gottlob Löwenberger von Schönholz | königlich preußischer Generalmajor der Kavallerie                            |       |       |
| 8. November  | Giovanni Antonio Battarra                     | Priester, Mykologe und Botaniker                                             | 75    |       |
| 10. November | Richard Caswell                               | US-amerikanischer Politiker und Gouverneur von North Carolina                | 60    |       |
| 11. November | Charles-Georges Le Roy                        | französischer Naturbeobachter, Enzyklopädist                                 | 66    |       |
| 11. November | Johann Christoph von Mahlen                   | preußischer Generalmajor                                                     |       |       |
| 16. November | Konrad Arnold Schmid                          | deutscher Schriftsteller                                                     | 73    |       |
| 19. November | Maria Anna von Österreich                     | zweite Tochter von Maria Theresia und Franz Stephan von Lothringen, Äbtissin | 51    |       |
| 21. November | Johann David Linse                            | deutscher Räuber in Württemberg                                              |       |       |
| 22. November | Friederike Sophie Seyler                      | deutsche Schauspielerin                                                      |       |       |
| 24. November | Ignatius Fortuna                              | Kammermohr der Fürstäbtissin von Essen                                       |       |       |
| 25. November | Adam Gottfried Oehme                          | deutscher Orgelbauer in Sachsen                                              | 70    |       |
| 25. November | Jan Michał Budar                              | sorbischer Rittergutsbesitzer und Jurist                                     | 75    |       |
| 28. November | Friedrich August Krubsacius                   | deutscher Architekt und Architekturtheoretiker                               | 71    |       |
| 29. November | Johann Baptist Dorsch                         | deutscher Bildhauer                                                          |       |       |
| November     | Claude Yvon                                   | französischer Theologe und Enzyklopädist                                     | 75    |       |

## Dezember
| Tag          | Name                                      | Beruf, bekannt als                                                                          | Alter | Beleg |
| ------------ | ----------------------------------------- | ------------------------------------------------------------------------------------------- | ----- | ----- |
| 3. Dezember  | Claude Joseph Vernet                      | französischer Marinemaler                                                                   | 75    |       |
| 4. Dezember  | Étienne Jeaurat                           | französischer Maler und Kupferstecher                                                       | 90    |       |
| 7. Dezember  | Johann Friedrich Glaser                   | deutscher Mediziner                                                                         | 82    |       |
| 7. Dezember  | Emmanuel Ernst von Waldstein              | Bischof von Leitmeritz                                                                      | 73    |       |
| 9. Dezember  | Thomas Aschbrenner                        | österreichischer Gelegenheitsdichter                                                        | 77    |       |
| 9. Dezember  | Takai Kitō                                | japanischer Haiku-Poet                                                                      |       |       |
| 10. Dezember | William Pierce                            | US-amerikanischer Politiker                                                                 |       |       |
| 18. Dezember | Christoph von Baden-Durlach               | kaiserlicher Generalfeldmarschall                                                           | 72    |       |
| 23. Dezember | Charles-Michel de l’Epée                  | Gründer der ersten Schule für Taube der Welt                                                | 77    |       |
| 23. Dezember | Franz Duschinger                          | österreichischer Baumeister                                                                 |       |       |
| 23. Dezember | Heinrich Gottlieb von Stutterheim         | kursächsischer Generalleutnant der Kavallerie, Diplomat sowie Staats- und Kabinettsminister | 71    |       |
| 28. Dezember | Auguste Denis Fougeroux de Bondaroy       | französischer Botaniker                                                                     | 57    |       |
| 30. Dezember | Maximilian Prokop von Toerring-Jettenbach | Fürstbischof von Regensburg (seit 1787) und Freising (seit 1788)                            | 50    |       |
| 00. Dezember | Francesc Mariner                          | katalanischer Organist und Komponist                                                        |       |       |

## Datum unbekannt
| Tag | Name                              | Beruf, bekannt als                                            | Alter | Beleg |
| --- | --------------------------------- | ------------------------------------------------------------- | ----- | ----- |
|     | Josef Bäumgen                     | Bildhauer                                                     |       |       |
|     | Louis Gabriel Marquis de Conflans | französischer Generalleutnant                                 |       |       |
|     | Filippo Salvatore Gilii           | italienischer Jesuit                                          |       |       |
|     | Joseph Hartmann                   | Maler                                                         |       |       |
|     | Christian August von Lengefeld    | preußischer Generalleutnant, Gouverneur der Festung Magdeburg |       |       |
|     | Charles Paillasson                | französischer Literat und Enzyklopädist                       |       |       |
|     | Pjotr Iwanowitsch Panin           | russischer General                                            |       |       |
|     | James Potter                      | US-amerikanischer General und Politiker                       |       |       |
|     | Barry St. Leger                   | britischer Offizier                                           |       |       |
|     | Franz Ludwig Wind                 | Schweizer Bildhauer des Barockzeitalters                      |       |       |